# Podestà di Belluno
I podestà di Belluno dal 1404 al 1866 sono stati i seguenti.

## Podestà e governanti del Comune di Belluno sotto la Repubblica di Venezia
| Periodo | Periodo | Primo cittadino            | Partito | Carica  | Note |
| ------- | ------- | -------------------------- | ------- | ------- | ---- |
| 1404    | 1406    | Antonio Moro               |         | podestà | -    |
| 1406    | 1407    | Giacomo Trevisan           |         | podestà | -    |
| 1407    | 1408    | Leonardo Trevisan          |         | podestà | -    |
| 1408    | 1409    | Alessandro Bono            |         | podestà | -    |
| 1409    | 1410    | Benedetto Trevisan         |         | podestà | -    |
| 1410    |         | Domenico Contarini         |         | podestà | -    |
| 1410    |         | Leonardo Contarini         |         | podestà | -    |
| 1410    | 1411    | Antonio da Mula            |         | podestà | -    |
| 1411    | 1413    | Marco Cornaro              |         | podestà | -    |
| 1413    |         | Tommaso da Ponte           |         | podestà | -    |
| 1414    | 1416    | Girolamo de' Barberi       |         | podestà | -    |
| 1416    |         | Antonio di Rocca d'Ascoli  |         | podestà | -    |
| 1417    |         | Cosmo de Grottis           |         | podestà | -    |
| 1418    |         | Antonio di Rocca d'Ascoli  |         | podestà | -    |
| 1419    |         | Ludovico de' Capitani      |         | podestà | -    |
| 1420    |         | Gardenzano de' Capitani    |         | podestà | -    |
| 1420    |         | Andrea Priuli              |         | podestà | -    |
| 1420    | 1421    | Ettore Bembo               |         | podestà | -    |
| 1421    | 1422    | Pietro Zaccaria            |         | podestà | -    |
| 1422    | 1423    | Marco Lippomano            |         | podestà | -    |
| 1423    | 1424    | Dolfino Venier             |         | podestà | -    |
| 1424    | 1425    | Pietro Minotto             |         | podestà | -    |
| 1425    |         | Mosè Grimani               |         | podestà | -    |
| 1425    | 1426    | Zaccaria Grimani           |         | podestà | -    |
| 1426    | 1427    | Andrea Gabriel             |         | podestà | -    |
| 1427    | 1429    | Michele Venier             |         | podestà | -    |
| 1429    |         | Ettore Bembo               |         | podestà | -    |
| 1429    | 1430    | Giovanni Correr            |         | podestà | -    |
| 1430    | 1431    | Niccolò Lippomano          |         | podestà | -    |
| 1431    | 1432    | Cristoforo Moro            |         | podestà | -    |
| 1432    | 1434    | Lorenzo Foscarini          |         | podestà | -    |
| 1434    | 1435    | Alvise Loredan             |         | podestà | -    |
| 1435    | 1436    | Maddaleno Contarini        |         | podestà | -    |
| 1436    | 1437    | Bernardo Diedo             |         | podestà | -    |
| 1437    | 1438    | Lazzaro Orso               |         | podestà | -    |
| 1438    | 1439    | Luca Duodo                 |         | podestà | -    |
| 1439    | 1440    | Lorenzo Minio              |         | podestà | -    |
| 1440    | 1441    | Benedetto Barozzi          |         | podestà | -    |
| 1441    | 1442    | Nicolò Lombardo            |         | podestà | -    |
| 1442    | 1443    | Marco Memmo                |         | podestà | -    |
| 1443    | 1444    | Giorgio Zorzi              |         | podestà | -    |
| 1444    | 1445    | Gaudenzio Morosini         |         | podestà | -    |
| 1445    | 1446    | Andrea Marcello            |         | podestà | -    |
| 1446    | 1448    | Luca de Mezzo              |         | podestà | -    |
| 1448    | 1449    | Bernardo Barozzi           |         | podestà | -    |
| 1449    | 1450    | Pietro Pesaro              |         | podestà | -    |
| 1450    | 1451    | Giovanni Gradenigo         |         | podestà | -    |
| 1451    | 1453    | Bernardo Loredan           |         | podestà | -    |
| 1453    | 1455    | Bernardo Nani              |         | podestà | -    |
| 1455    | 1456    | Giovanni Venier            |         | podestà | -    |
| 1456    | 1457    | Marco Contarini            |         | podestà | -    |
| 1457    | 1458    | Tommaso Michiel            |         | podestà | -    |
| 1458    | 1459    | Giovanni Michiel           |         | podestà | -    |
| 1459    | 1460    | Pietro Balastro            |         | podestà | -    |
| 1460    | 1462    | Candiano Bolani            |         | podestà | -    |
| 1462    | 1463    | Girolamo Loredan           |         | podestà | -    |
| 1463    | 1465    | Leonardo Contarini         |         | podestà | -    |
| 1465    |         | Ludovico Contarini         |         | podestà | -    |
| 1465    |         | Giacomo Zorzi              |         | podestà | -    |
| 1465    | 1466    | Nicolò Giustinian          |         | podestà | -    |
| 1466    | 1468    | Giovanni Emo               |         | podestà | -    |
| 1468    | 1469    | Luca Navagero              |         | podestà | -    |
| 1469    | 1470    | Pietro Molin               |         | podestà | -    |
| 1470    | 1472    | Benedetto Priuli           |         | podestà | -    |
| 1472    | 1473    | Pietro Barbaro             |         | podestà | -    |
| 1473    | 1474    | Antonio Basadonna          |         | podestà | -    |
| 1474    | 1476    | Girolamo Ferro             |         | podestà | -    |
| 1476    | 1477    | Lorenzo Venier             |         | podestà | -    |
| 1477    | 1479    | Vinciguerra Dandolo        |         | podestà | -    |
| 1479    | 1480    | Costantino Renier          |         | podestà | -    |
| 1480    | 1482    | Pierazzo Malipiero         |         | podestà | -    |
| 1482    | 1483    | Zaccaria Sagredo           |         | podestà | -    |
| 1483    | 1485    | Alessandro Pesaro          |         | podestà | -    |
| 1485    | 1486    | Girolamo Orio              |         | podestà | -    |
| 1486    | 1488    | Dardi Giustinian           |         | podestà | -    |
| 1488    | 1489    | Luca Foscarini             |         | podestà | -    |
| 1489    | 1491    | Girolamo da Mula           |         | podestà | -    |
| 1491    | 1492    | Maffeo Tiepolo             |         | podestà | -    |
| 1492    | 1493    | Pietro Querini             |         | podestà | -    |
| 1493    | 1495    | Vittore Dolfin             |         | podestà | -    |
| 1495    |         | Ludovico Memmo             |         | podestà | -    |
| 1495    |         | Nicolò Memmo               |         | podestà | -    |
| 1495    | 1497    | Imperiale Contarini        |         | podestà | -    |
| 1497    | 1498    | Bernardo Condulmer         |         | podestà | -    |
| 1498    | 1499    | Gerolamo Querini           |         | podestà | -    |
| 1499    | 1501    | Antonio Vittori            |         | podestà | -    |
| 1501    | 1502    | Giovanni Miani             |         | podestà | -    |
| 1502    | 1504    | Antonio Canal              |         | podestà | -    |
| 1504    | 1505    | Andrea da Riva             |         | podestà | -    |
| 1505    | 1506    | Marino Dolfin              |         | podestà | -    |
| 1506    | 1507    | Priamo da Lezze            |         | podestà | -    |
| 1507    | 1508    | Alvise Dolfin              |         | podestà | -    |
| 1508    | 1509    | Giacomo Gabriel            |         | podestà | -    |
| 1509    | 1510    | Giovambattista Peloso      |         | podestà | -    |
| 1510    |         | Nicolò Balbi               |         | podestà | -    |
| 1510    | 1512    | Andrea Liechtenstein       |         | podestà | -    |
| 1512    | 1514    | Francesco Vallaresso       |         | podestà | -    |
| 1514    | 1515    | Domenico da Mosto          |         | podestà | -    |
| 1515    | 1517    | Girolamo Tagliapietra      |         | podestà | -    |
| 1517    | 1518    | Marco Miani                |         | podestà | -    |
| 1518    | 1520    | Matteo Barbaro             |         | podestà | -    |
| 1520    |         | Giacomo Gabriel            |         | podestà | -    |
| 1520    | 1521    | Cristoforo Morosini        |         | podestà | -    |
| 1521    | 1523    | Tommaso Donà               |         | podestà | -    |
| 1523    | 1524    | Girolamo Zeno              |         | podestà | -    |
| 1524    | 1525    | Carlo Donà                 |         | podestà | -    |
| 1525    | 1527    | Giovan Francesco Pisani    |         | podestà | -    |
| 1527    | 1528    | Paolo Morosini             |         | podestà | -    |
| 1528    | 1530    | Alvise Trevisan            |         | podestà | -    |
| 1530    | 1531    | Domenico Michiel           |         | podestà | -    |
| 1531    | 1532    | Tommaso Gradenigo          |         | podestà | -    |
| 1532    | 1534    | Girolamo Contarini         |         | podestà | -    |
| 1534    | 1535    | Alvise Mudazzo             |         | podestà | -    |
| 1535    | 1536    | Girolamo Raimondo          |         | podestà | -    |
| 1536    | 1537    | Antonio Venier             |         | podestà | -    |
| 1537    | 1538    | Vincenzo Venier            |         | podestà | -    |
| 1538    | 1539    | Francesco Molin            |         | podestà | -    |
| 1539    | 1540    | Marco Barbarigo            |         | podestà | -    |
| 1540    | 1542    | Antonio Bolani             |         | podestà | -    |
| 1542    | 1543    | Antonio Canal              |         | podestà | -    |
| 1543    | 1544    | Andrea Contarini           |         | podestà | -    |
| 1544    | 1546    | Alvise Cornaro             |         | podestà | -    |
| 1546    | 1547    | Francesco Molin            |         | podestà | -    |
| 1547    | 1548    | Pietro Maria Gradenigo     |         | podestà | -    |
| 1548    | 1550    | Domenico Falier            |         | podestà | -    |
| 1550    | 1551    | Girolamo Venier            |         | podestà | -    |
| 1551    | 1552    | Marino Donà                |         | podestà | -    |
| 1552    | 1554    | Francesco Diedo            |         | podestà | -    |
| 1554    | 1555    | Lorenzo Bragadin           |         | podestà | -    |
| 1555    | 1557    | Bernardino Lippomano       |         | podestà | -    |
| 1557    | 1558    | Benedetto Corner           |         | podestà | -    |
| 1558    | 1559    | Vincenzo Orio              |         | podestà | -    |
| 1559    | 1561    | Giacomo Salamon            |         | podestà | -    |
| 1561    | 1562    | Pietro Loredan             |         | podestà | -    |
| 1562    | 1563    | Giovan Francesco Moro      |         | podestà | -    |
| 1563    | 1565    | Girolamo Foscarini         |         | podestà | -    |
| 1565    | 1566    | Alvise Gritti              |         | podestà | -    |
| 1566    | 1567    | Bernardino Priuli          |         | podestà | -    |
| 1567    | 1568    | Lorenzo Priuli             |         | podestà | -    |
| 1568    | 1570    | Michele Pisani             |         | podestà | -    |
| 1570    | 1571    | Alvise Bembo               |         | podestà | -    |
| 1571    |         | Michele Gasparo            |         | podestà | -    |
| 1571    | 1572    | Zaccaria Barbaro           |         | podestà | -    |
| 1572    | 1574    | Marcantonio Miani          |         | podestà | -    |
| 1574    | 1575    | Andrea Pasqualigo          |         | podestà | -    |
| 1575    | 1577    | Giovanni Dolfin            |         | podestà | -    |
| 1577    | 1578    | Andrea Gussoni             |         | podestà | -    |
| 1578    | 1579    | Francesco Loredan          |         | podestà | -    |
| 1579    | 1581    | Francesco Molin            |         | podestà | -    |
| 1581    | 1582    | Alvise Bragadin            |         | podestà | -    |
| 1582    | 1583    | Alvise Dolfin              |         | podestà | -    |
| 1583    | 1585    | Giovanni Loredan           |         | podestà | -    |
| 1585    | 1586    | Giovanni Minotto           |         | podestà | -    |
| 1586    | 1588    | Francesco Soranzo          |         | podestà | -    |
| 1588    | 1589    | Federico Contarini         |         | podestà | -    |
| 1589    | 1590    | Giacomo Barbaro            |         | podestà | -    |
| 1590    | 1591    | Giovanni Sagredo           |         | podestà | -    |
| 1591    | 1592    | Francesco Soranzo          |         | podestà | -    |
| 1592    |         | Marino Molin               |         | podestà | -    |
| 1592    | 1593    | Giovanbattista Baseggio    |         | podestà | -    |
| 1593    | 1594    | Nicolò Morosini            |         | podestà | -    |
| 1594    | 1595    | Agostino da Mula           |         | podestà | -    |
| 1595    | 1596    | Marcantonio Foscarini      |         | podestà | -    |
| 1596    | 1597    | Marco Manolesso            |         | podestà | -    |
| 1597    | 1599    | Vincenzo Cappello          |         | podestà | -    |
| 1599    | 1600    | Marcantonio Correr         |         | podestà | -    |
| 1600    | 1602    | Benedetto Giustinian       |         | podestà | -    |
| 1602    | 1603    | Girolamo Moro              |         | podestà | -    |
| 1603    | 1605    | Marco Giustinian           |         | podestà | -    |
| 1605    | 1606    | Giulio Contarini           |         | podestà | -    |
| 1606    | 1608    | Alvise Mocenigo            |         | podestà | -    |
| 1608    | 1609    | Francesco Zen              |         | podestà | -    |
| 1609    | 1611    | Pietro Leoni               |         | podestà | -    |
| 1611    | 1613    | Giovanni Dolfin            |         | podestà | -    |
| 1613    | 1615    | Angelo Contarini           |         | podestà | -    |
| 1615    | 1616    | Pietro Correr              |         | podestà | -    |
| 1616    | 1618    | Francesco Tron             |         | podestà | -    |
| 1618    | 1619    | Costantino Zorzi           |         | podestà | -    |
| 1619    | 1621    | Francesco Duodo            |         | podestà | -    |
| 1621    | 1622    | Federico Corner            |         | podestà | -    |
| 1622    | 1623    | Angelo Giustinian          |         | podestà | -    |
| 1623    | 1625    | Giovanni da Ponte          |         | podestà | -    |
| 1625    | 1626    | Francesco Viaro            |         | podestà | -    |
| 1626    | 1628    | Alvise Sanudo              |         | podestà | -    |
| 1628    | 1629    | Alberto Badoer             |         | podestà | -    |
| 1629    | 1631    | Matteo Zorzi               |         | podestà | -    |
| 1631    | 1632    | Paolo Querini              |         | podestà | -    |
| 1632    | 1633    | Tommaso Leoni              |         | podestà | -    |
| 1633    |         | Pietro Bembo               |         | podestà | -    |
| 1633    |         | Giovan Domenico Lippomano  |         | podestà | -    |
| 1634    | 1636    | Domenico Zen               |         | podestà | -    |
| 1636    | 1637    | Vittore Correr             |         | podestà | -    |
| 1637    | 1639    | Andrea Badoer              |         | podestà | -    |
| 1639    | 1640    | Ermolao Tiepolo            |         | podestà | -    |
| 1640    | 1641    | Giulio Contarini           |         | podestà | -    |
| 1641    | 1643    | Bernardo Nani              |         | podestà | -    |
| 1643    | 1644    | Alvise Barbarigo           |         | podestà | -    |
| 1644    | 1646    | Carlo Savorgnan            |         | podestà | -    |
| 1646    | 1648    | Bernardo Valier            |         | podestà | -    |
| 1648    | 1649    | Lorenzo Gabriel            |         | podestà | -    |
| 1649    | 1651    | Nicolò Bragadin            |         | podestà | -    |
| 1651    | 1653    | Marcantonio Querini        |         | podestà | -    |
| 1653    | 1654    | Leonardo Dolfin            |         | podestà | -    |
| 1654    |         | Giacomo Barbaro            |         | podestà | -    |
| 1654    |         | Pietro Aurio               |         | podestà | -    |
| 1655    | 1656    | Francesco Morosini         |         | podestà | -    |
| 1656    | 1658    | Marino Vitturi             |         | podestà | -    |
| 1658    | 1659    | Sebastiano Pisani          |         | podestà | -    |
| 1659    | 1661    | Francesco Marino Zorzi     |         | podestà | -    |
| 1661    | 1662    | Giovanni Alvise Falier     |         | podestà | -    |
| 1662    | 1664    | Domenico Zen               |         | podestà | -    |
| 1664    | 1665    | Pietro Dolfin              |         | podestà | -    |
| 1665    | 1666    | Giovanni Francesco Sagredo |         | podestà | -    |
| 1666    | 1669    | Daniele Renier             |         | podestà | -    |
| 1669    | 1671    | Girolamo Vallaresso        |         | podestà | -    |
| 1671    | 1672    | Giovanni Badoer            |         | podestà | -    |
| 1672    | 1674    | Alvise Soranzo             |         | podestà | -    |
| 1674    | 1675    | Francesco Falier           |         | podestà | -    |
| 1675    | 1676    | Pietro Cappello            |         | podestà | -    |
| 1676    | 1678    | Andrea Michiel             |         | podestà | -    |
| 1678    | 1679    | Bernardo Trevisan          |         | podestà | -    |
| 1679    | 1681    | Antonio Dandolo            |         | podestà | -    |
| 1681    | 1682    | Francesco Boldù            |         | podestà | -    |
| 1682    | 1683    | Marino Minio               |         | podestà | -    |
| 1683    | 1685    | Pietro Valier              |         | podestà | -    |
| 1685    | 1686    | Renier Foscarini           |         | podestà | -    |
| 1686    | 1687    | Marcantonio Gritti         |         | podestà | -    |
| 1687    | 1689    | Leonardo Diedo             |         | podestà | -    |
| 1689    | 1690    | Giovanni Antonio Boldù     |         | podestà | -    |
| 1690    | 1691    | Scipione Boldù             |         | podestà | -    |
| 1691    | 1693    | Benedetto Zorzi            |         | podestà | -    |
| 1693    | 1694    | Giacomo da Riva            |         | podestà | -    |
| 1694    | 1695    | Michele Balbi              |         | podestà | -    |
| 1695    | 1697    | Tommaso Marcello           |         | podestà | -    |
| 1697    | 1698    | Giovanni Zorzi             |         | podestà | -    |
| 1698    | 1699    | Pietro Sagredo             |         | podestà | -    |
| 1699    | 1701    | Andrea Tiepolo             |         | podestà | -    |
| 1701    | 1702    | Giovanni Antonio Bembo     |         | podestà | -    |
| 1702    | 1703    | Angelo Cicogna             |         | podestà | -    |
| 1703    | 1705    | Orazio Dolce               |         | podestà | -    |
| 1705    | 1706    | Giambattista Bembo         |         | podestà | -    |
| 1706    | 1707    | Francesco Barbarano        |         | podestà | -    |
| 1707    | 1709    | Giorgio Falier             |         | podestà | -    |
| 1709    | 1710    | Leonardo Sagredo           |         | podestà | -    |
| 1710    | 1711    | Giuseppe Barbaro           |         | podestà | -    |
| 1711    | 1713    | Benedetto Pasqualigo       |         | podestà | -    |
| 1713    | 1714    | Giovanni Andrea Pasqualigo |         | podestà | -    |
| 1714    | 1715    | Antonio Alvise Gritti      |         | podestà | -    |
| 1715    | 1717    | Giovanni Dolfin            |         | podestà | -    |
| 1717    | 1718    | Giorgio Bembo              |         | podestà | -    |
| 1718    | 1719    | Gabriel Bembo              |         | podestà | -    |
| 1719    | 1721    | Girolamo Vitturi           |         | podestà | -    |
| 1721    | 1722    | Federico Priuli            |         | podestà | -    |
| 1722    | 1724    | Daniel Pietro Vitturi      |         | podestà | -    |
| 1724    | 1725    | Paolo Pasqualigo           |         | podestà | -    |
| 1725    | 1726    | Bernardino Soderini        |         | podestà | -    |
| 1726    | 1728    | Giacomo Tiepolo            |         | podestà | -    |
| 1728    |         | Alvise Minio               |         | podestà | -    |
| 1728    |         | Sebastiano de Mezzo        |         | podestà | -    |
| 1728    | 1729    | Domenico Balbi             |         | podestà | -    |
| 1729    | 1731    | Giovanni Venier            |         | podestà | -    |
| 1731    | 1732    | Nicolò Alvise Michiel      |         | podestà | -    |
| 1732    | 1733    | Agostino Barbaro           |         | podestà | -    |
| 1733    | 1735    | Mario Soranzo              |         | podestà | -    |
| 1735    | 1736    | Bernardino Soderini        |         | podestà | -    |
| 1736    | 1737    | Giacomo Bragadin           |         | podestà | -    |
| 1737    | 1739    | Marino Donà                |         | podestà | -    |
| 1739    | 1740    | Lorenzo Bono               |         | podestà | -    |
| 1740    | 1741    | Lorenzo Aurio              |         | podestà | -    |
| 1741    | 1743    | Francesco Bragadin         |         | podestà | -    |
| 1743    | 1744    | Maffeo Badoer              |         | podestà | -    |
| 1744    | 1746    | Alvise Gritti              |         | podestà | -    |
| 1746    | 1747    | Pietro Antonio Balbi       |         | podestà | -    |
| 1747    | 1748    | Paolo Querini              |         | podestà | -    |
| 1748    | 1750    | Giacomo Antonio Contarini  |         | podestà | -    |
| 1750    | 1751    | Maffeo Badoer              |         | podestà | -    |
| 1751    | 1752    | Sebastiano de Mezzo        |         | podestà | -    |
| 1752    | 1754    | Antonio Barbaro            |         | podestà | -    |
| 1754    | 1755    | Antonio da Riva            |         | podestà | -    |
| 1755    | 1756    | Paolo Querini              |         | podestà | -    |
| 1756    | 1758    | Cristoforo Boldù           |         | podestà | -    |
| 1758    | 1759    | Camillo Venier             |         | podestà | -    |
| 1759    | 1760    | Antonio Donà               |         | podestà | -    |
| 1760    | 1762    | Giovanni da Riva           |         | podestà | -    |
| 1762    | 1763    | Bartolomeo Trevisan        |         | podestà | -    |
| 1763    | 1765    | Nicolò Cicogna             |         | podestà | -    |
| 1765    | 1766    | Giacomo Antonio Barbaro    |         | podestà | -    |
| 1766    | 1767    | Domenico Soranzo           |         | podestà | -    |
| 1767    | 1769    | Camillo Venier             |         | podestà | -    |
| 1769    | 1770    | Pietro Donà                |         | podestà | -    |
| 1770    | 1772    | Rizzardo Balbi             |         | podestà | -    |
| 1772    | 1773    | Andrea Longo               |         | podestà | -    |
| 1773    | 1775    | Agostino da Mosto          |         | podestà | -    |
| 1775    | 1776    | Girolamo Marin             |         | podestà | -    |
| 1776    | 1777    | Francesco Querini          |         | podestà | -    |
| 1777    | 1779    | Vincenzo Corner            |         | podestà | -    |
| 1779    | 1780    | Francesco Almorò Balbi     |         | podestà | -    |
| 1780    | 1781    | Antonio Giacomo Foscarini  |         | podestà | -    |
| 1781    | 1782    | Nicolò Cicogna             |         | podestà | -    |
| 1782    | 1784    | Simeone Marin              |         | podestà | -    |
| 1784    | 1785    | Domenico Balbi             |         | podestà | -    |
| 1785    | 1787    | Giuseppe Paolo da Riva     |         | podestà | -    |
| 1787    | 1788    | Andrea Catti               |         | podestà | -    |
| 1788    | 1789    | Giacomo Foscarini          |         | podestà | -    |
| 1789    | 1791    | Alessandro Contarini       |         | podestà | -    |
| 1791    | 1792    | Francesco Almorò Balbi     |         | podestà | -    |
| 1792    | 1793    | Marco Alvise Contarini     |         | podestà | -    |
| 1793    | 1795    | Giovanni Tron              |         | podestà | -    |
| 1795    | 1796    | Antonio Barbaro            |         | podestà | -    |
| 1796    | 1797    | Giuseppe Pizzamano         |         | podestà | -    |

## Governanti del Comune di Belluno dal 1797 al 1815
| Periodo | Periodo | Primo cittadino | Partito | Carica  | Note |
| ------- | ------- | --------------- | ------- | ------- | ---- |
| 1805    |         | Antonio Agosti  |         | Pretore | -    |
| 1809    | 1810    | Antonio Agosti  |         | Pretore | -    |
| 1811    | 1814    | Augusto Agosti  |         | Pretore | -    |

## Podestà del Comune di Belluno dal 1815 al 1866
| Periodo | Periodo | Primo cittadino         | Partito | Carica  | Note |
| ------- | ------- | ----------------------- | ------- | ------- | ---- |
| 1815    |         | Augusto Agosti          |         | podestà | -    |
| 1819    | 1821    | Giuseppe Agosti         |         | podestà | -    |
| 1830    | 1835    | Antonio Agosti          |         | podestà | -    |
| 1835    | 1839    | Giuseppe de Manzoni     |         | podestà | -    |
| 1839    | 1842    | Angelo Doglioni         |         | podestà | -    |
| 1842    | 1849    | Antonio Agosti          |         | podestà | -    |
| 1849    | 1853    | Antonio Maresio Bazolle |         | podestà | -    |
| ?       | 1866    | Francesco Piloni        |         | podestà | -    |